# San Lorenzo Nenamicoyan
San Lorenzo Nenamicoyan är en ort i Mexiko, tillhörande kommunen Jilotepec i den västra delen av delstaten Mexiko. Orten hade 2 008 invånare vid folkräkningen 2010.